# The Hockey News
The Hockey News — еженедельный североамериканский журнал о хоккее с шайбой, выдаваемый компанией Transcontinental. Журнал был создан в 1947 году Кеном Маккензи и Биллом Коте, с тех пор еженедельник является одним из самых известных хоккейных изданий в Северной Америке. Аудитория читателей составляет 225 000 человек, в то время как веб-сайт журнала насчитывает два миллиона читателей.